# Покойовий Богдан Вікторович
Богдан Вікторович Покойовий (нар. 10 січня 1999) — український футболіст, захисник «Оболонь-Бровара».

## Життєпис
Напередодні старту сезону 2019/20 років приєднався до складу «Оболонь-Бровар», проте шансу проявити себе в команді не отримав. Був відправлений набиратися досвіду до другої команди, у футболці якої дебютував 27 липня 2019 року в переможному (1:0) виїзному поєдинку групи А Другої ліги проти вишгородського «Діназу». Богдан вийшов на поле в стартовому складі, проте матч не дограв, оскільки на 87-й хвилині отримав другу жовту картку. Станом на 1 листопада 2019 року зіграв 13 матчів у Другій лізі.